# Passavant-Ringwulst
Der Passavant-Ringwulst oder Passavant'sche Ringwulst (benannt nach Philipp Gustav Passavant, 1815–1893) ist die Kontraktionsform des oberen Schlundschnürers, die beim Schluckakt auftritt. Diese Kontraktion sowie die Bewegung des Gaumensegels (es hebt sich an und legt sich an den Passavant-Ringwulst an) führen zum Verschluss der oberen Atemwege, sodass Speisebrei und Getrunkenes nicht in die Nase gelangen kann.

## Anatomische Vorgänge
Bei der Bildung des Passavant-Ringwulsts kontrahiert die Pars pterygopharyngea des Musculus constrictor pharyngis superior (des oberen Schlundschnürers), der damit die hintere und seitlichen Wände des Nasopharynx verdickt und damit näher zur Mitte führt. Durch die Kontraktion des Musculus tensor veli palatini bewegt sich das Gaumensegel nach hinten, sodass der Oropharynx komplett zum Nasopharynx hin geschlossen ist.

## Klinik
Bei einer Gaumensegellähmung, zum Beispiel nach einer Diphtherie, ist dieser Verschlussmechanismus der oberen Atemwege insuffizient und es tritt Nahrung oder Flüssigkeit in die Nase ein. Gleiches geschieht nach einer Tumorentfernung oder durch Defekte nach einem Unfall. 

## Therapie
Bei Verlust von Teilen des weichen Gaumens kann man die Funktion durch das Einsetzen eines Obturators wiederherstellen. Dabei wird eine Resektionsprothese im Oberkiefer eingesetzt, die den Defekt ersetzt.